# Kerk van Saaxumhuizen
De Hervormde kerk van Saaxumhuizen is een eenvoudige zaalkerk uit de middeleeuwen in het Groninger dorp Saaxumhuizen.
De oorsprong van de kerk ligt waarschijnlijk in de dertiende eeuw. De kerk is opgetrokken in kloostermoppen, maar deze zijn in de negentiende eeuw onder een pleisterlaag verdwenen. Collator Goosen Geurt Alberda van Dijksterhuis gaf in die tijd opdracht tot grote wijzigingen aan het interieur. De oorspronkelijk losstaande kerktoren werd in 1848 gesloopt en tien jaar later vervangen door de huidige toren, die aan de kerk is vastgebouwd. In 1851 werd een kerkorgel geplaatst door de orgelbouwer Petrus van Oeckelen. De oude torenklok werd in 1943 geroofd door de Duitse bezetter en omgesmolten. In 1948 kreeg de kerk een nieuwe klok. Het gebouw is eigendom van de Stichting Oude Groninger Kerken.

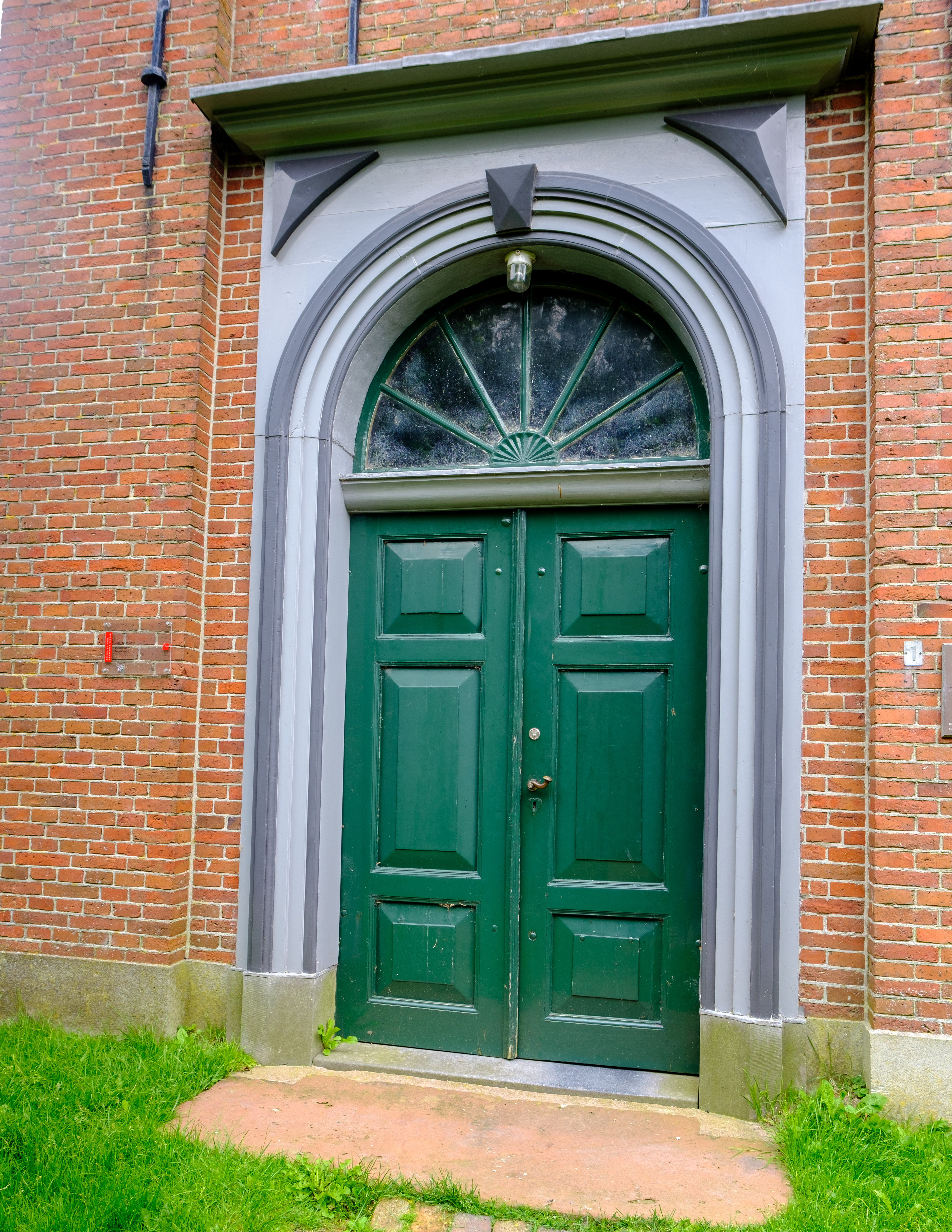
Entree. De bremer zandstenen plaat ervoor is vermoedelijk de oude altaarsteen.
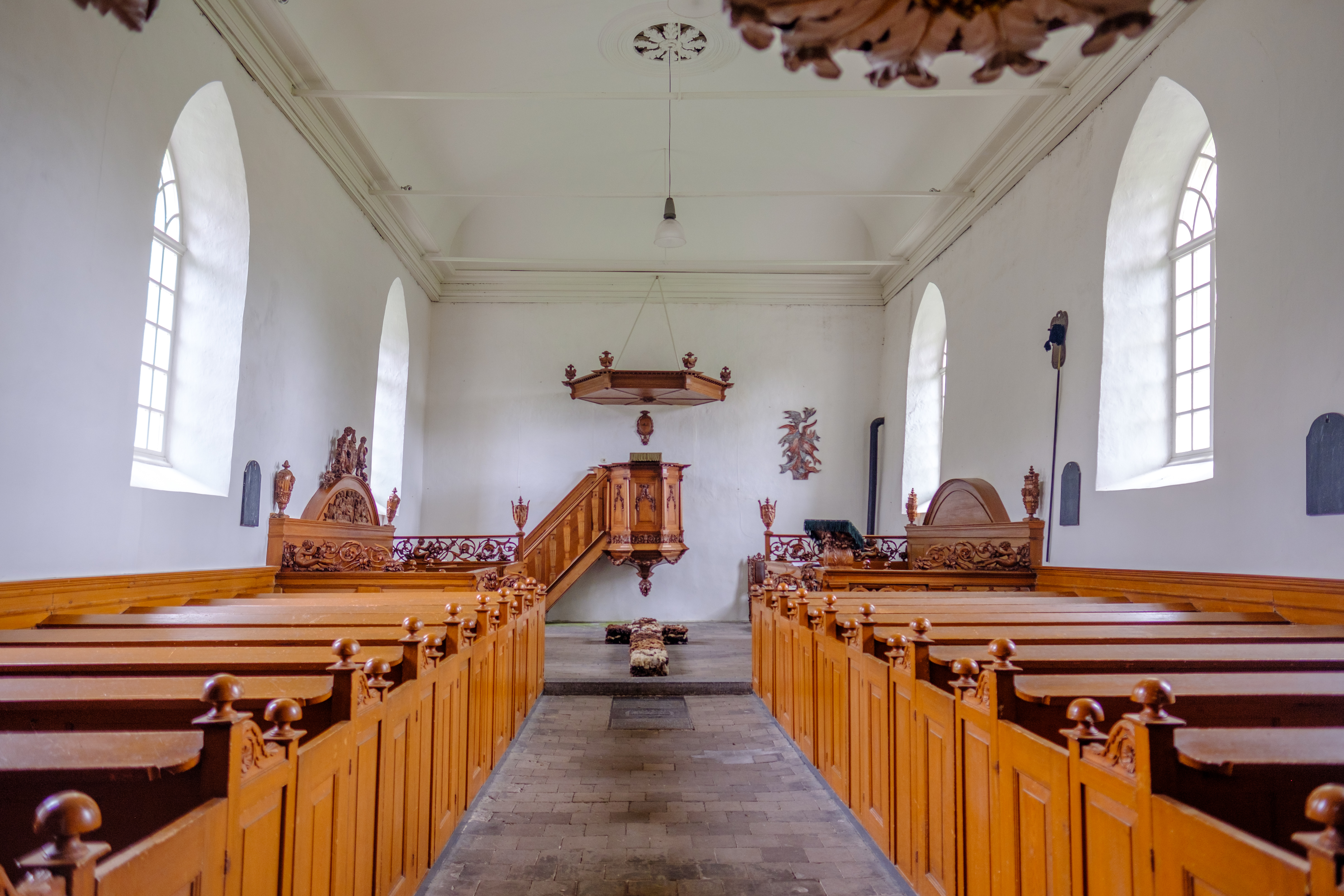
Interieur
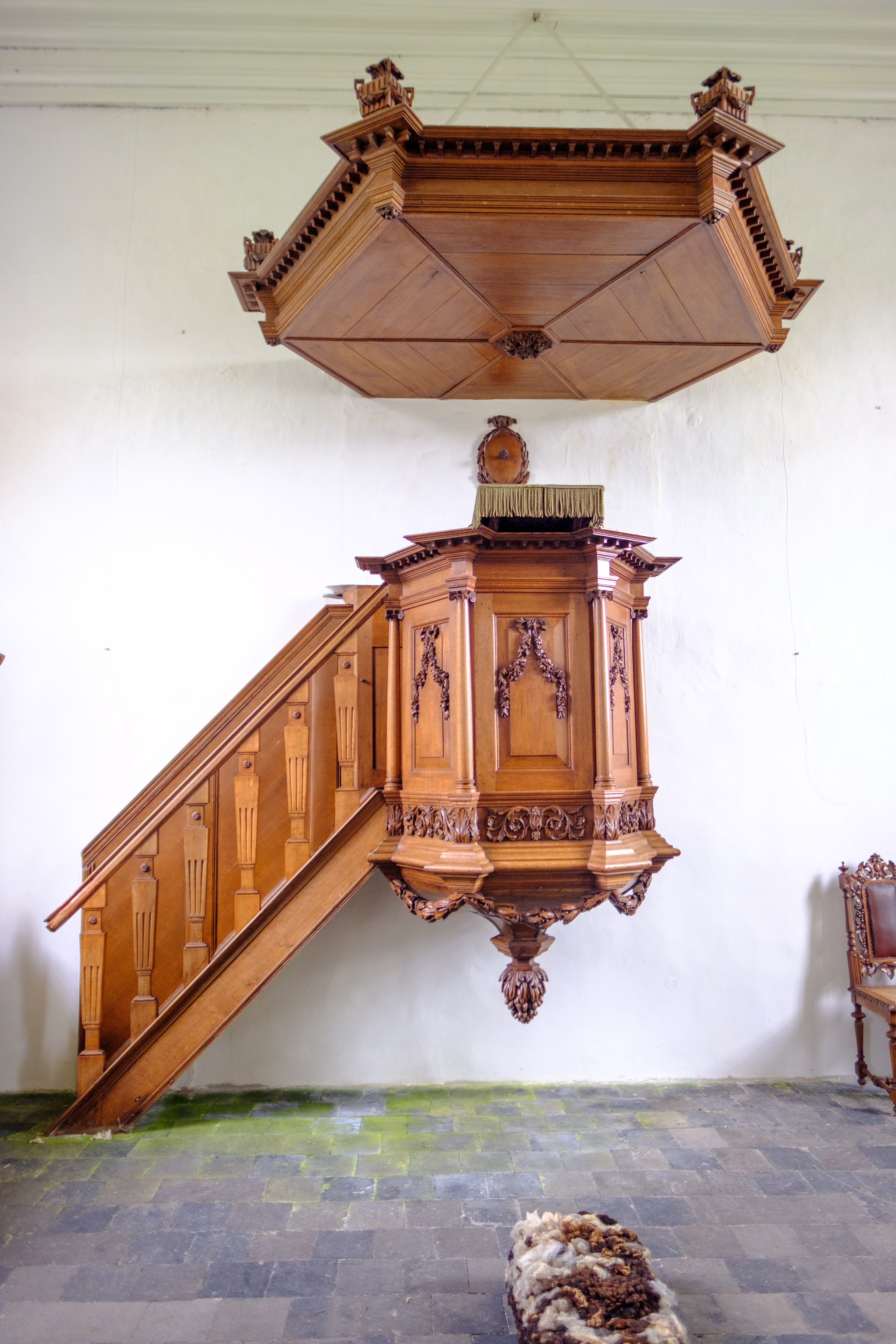
19e-eeuwse kansel met ionische zuilen en guirlandes
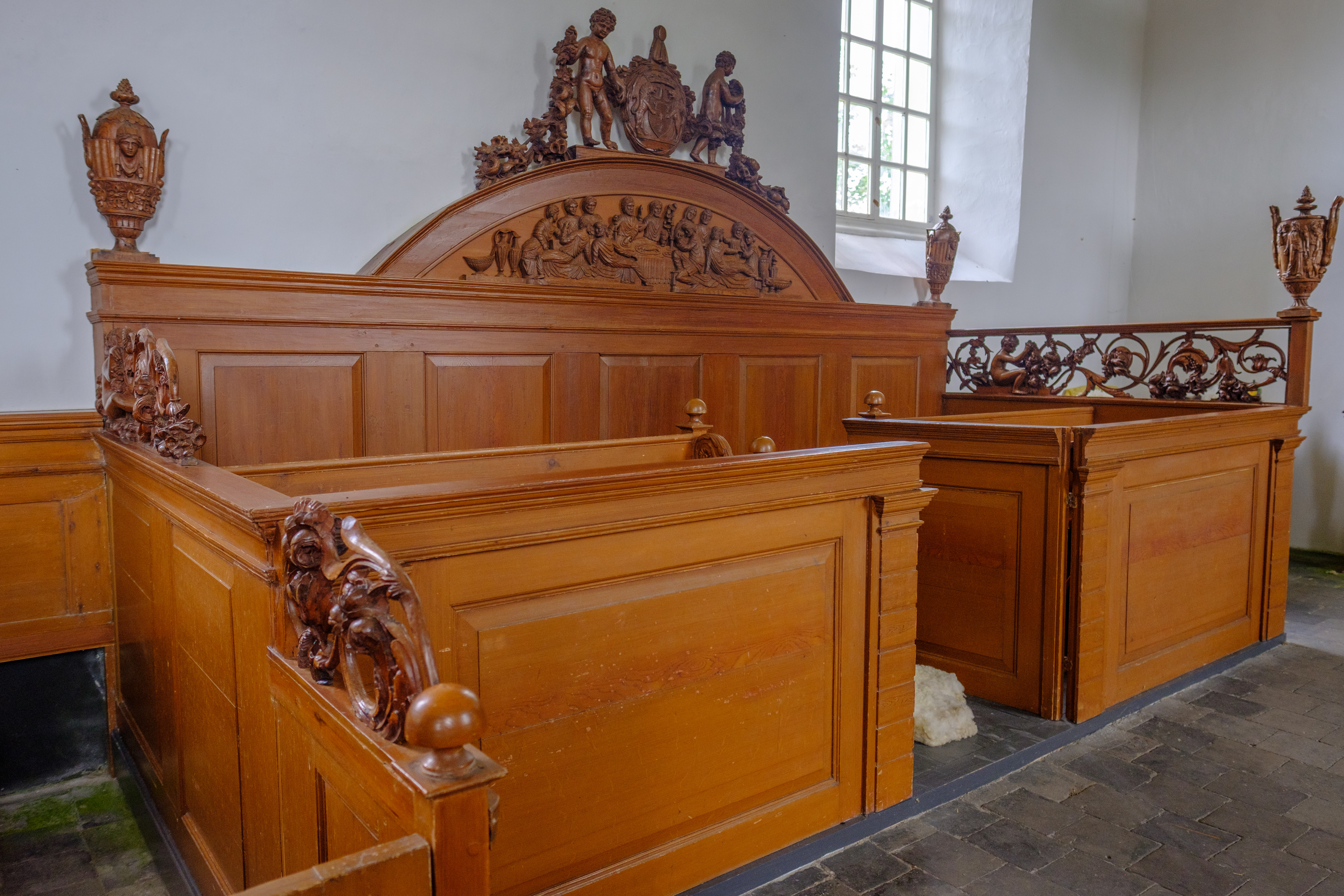
19e-eeuwse herenbank van Goosen Geurt Alberda van Dijksterhuis. Houtsnijwerk door de Groninger houtbewerker Anthonie Wallis. Rugschot met replica van het laatste avondmaal uit 1996. Het origineel werd in 1977 gestolen.
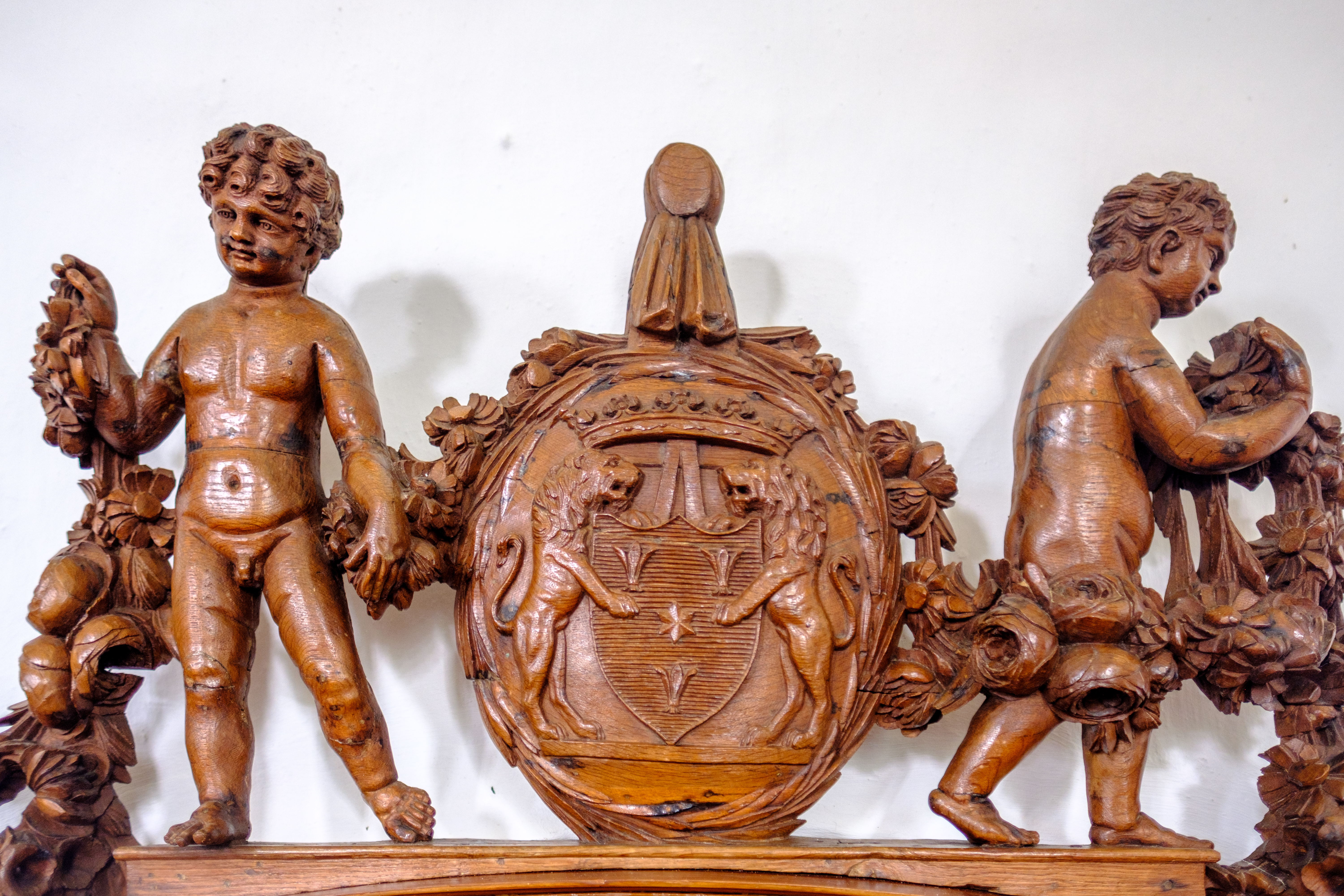
Opzetstuk boven het rugschot van de herenbank van Goossen van Geurt Alberda met twee putti's met guirlandes met daartussen het wapen van de familie Alberda
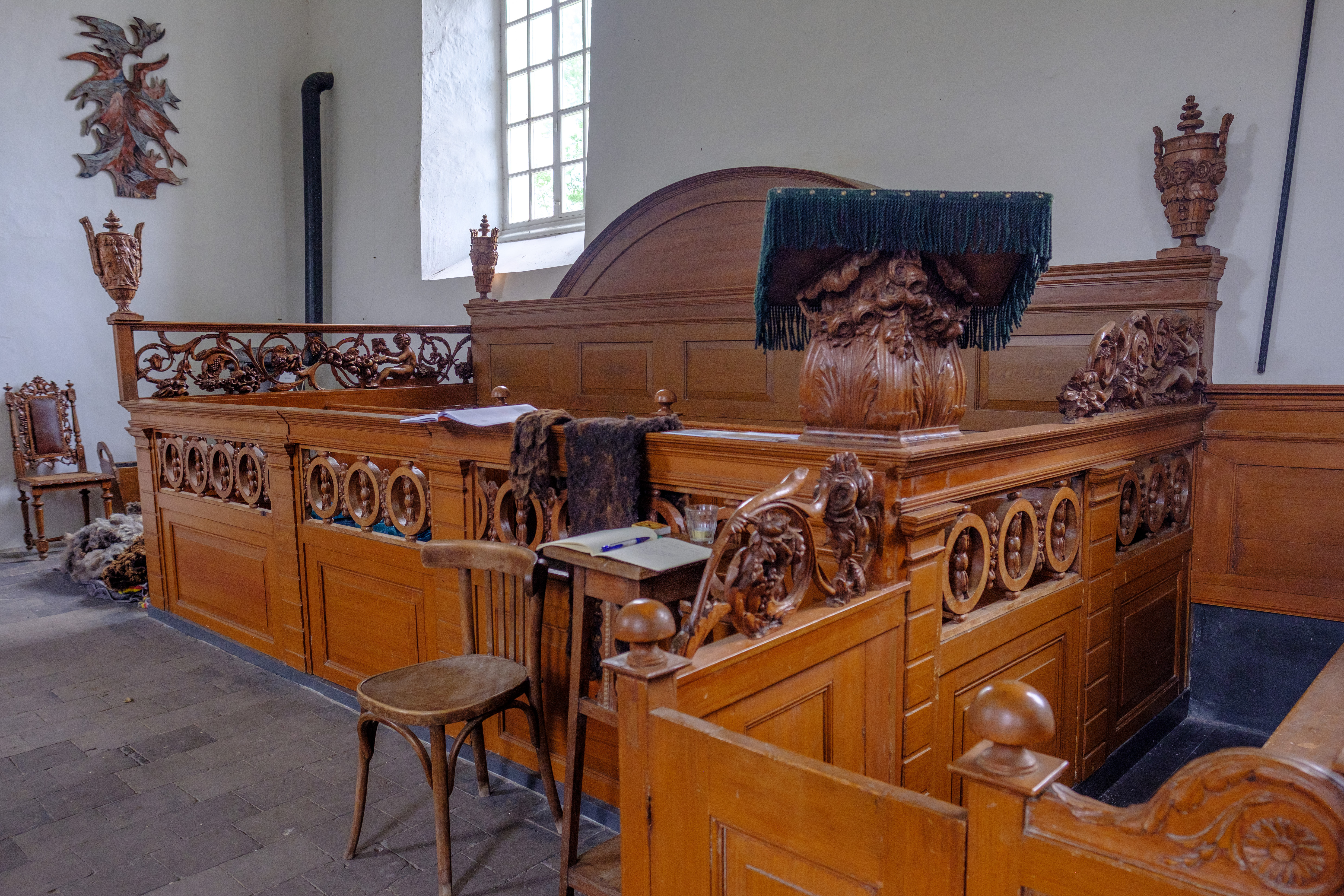
Kerkenraadsbank
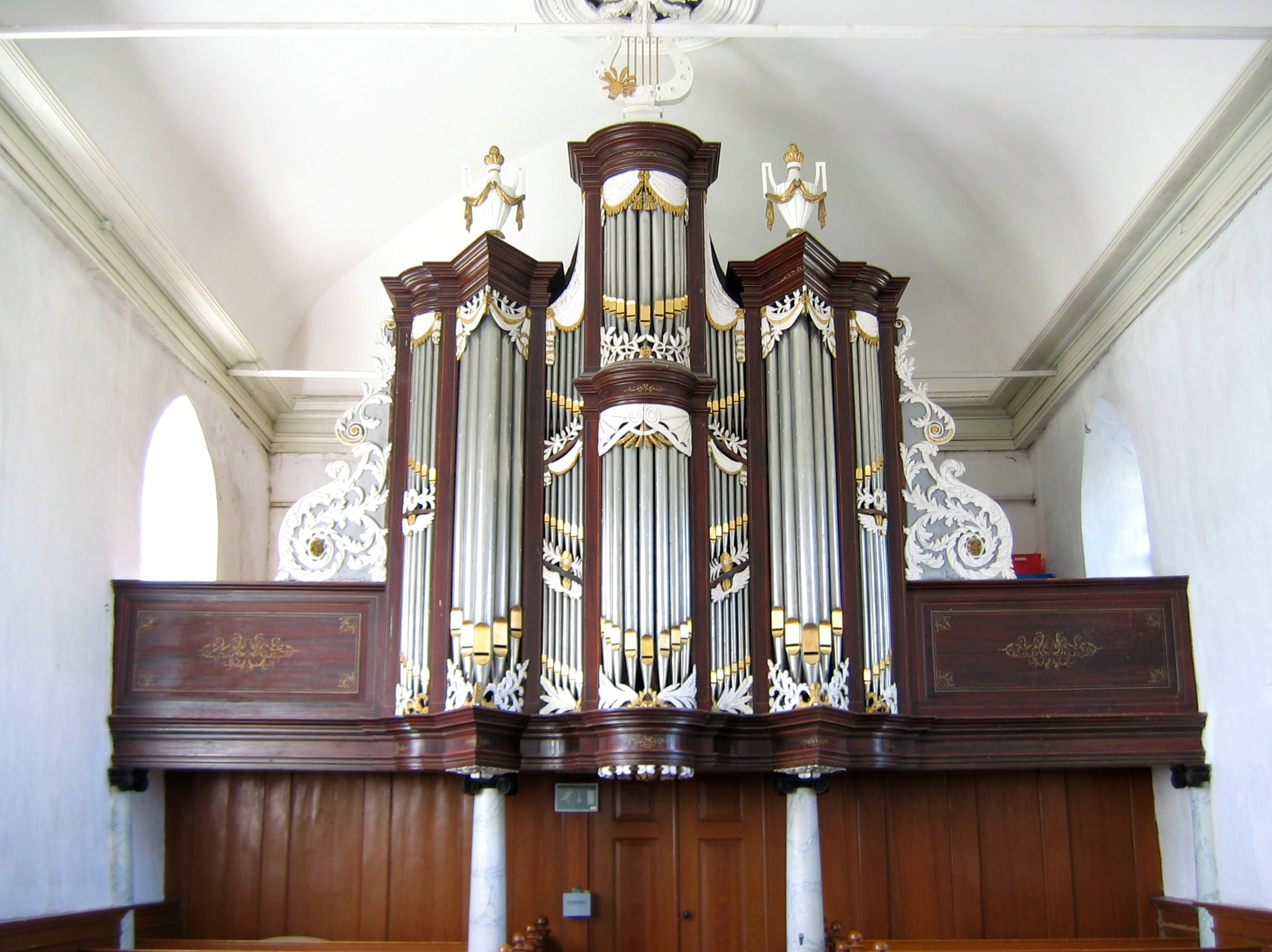
Van Oeckelenorgel uit 1851
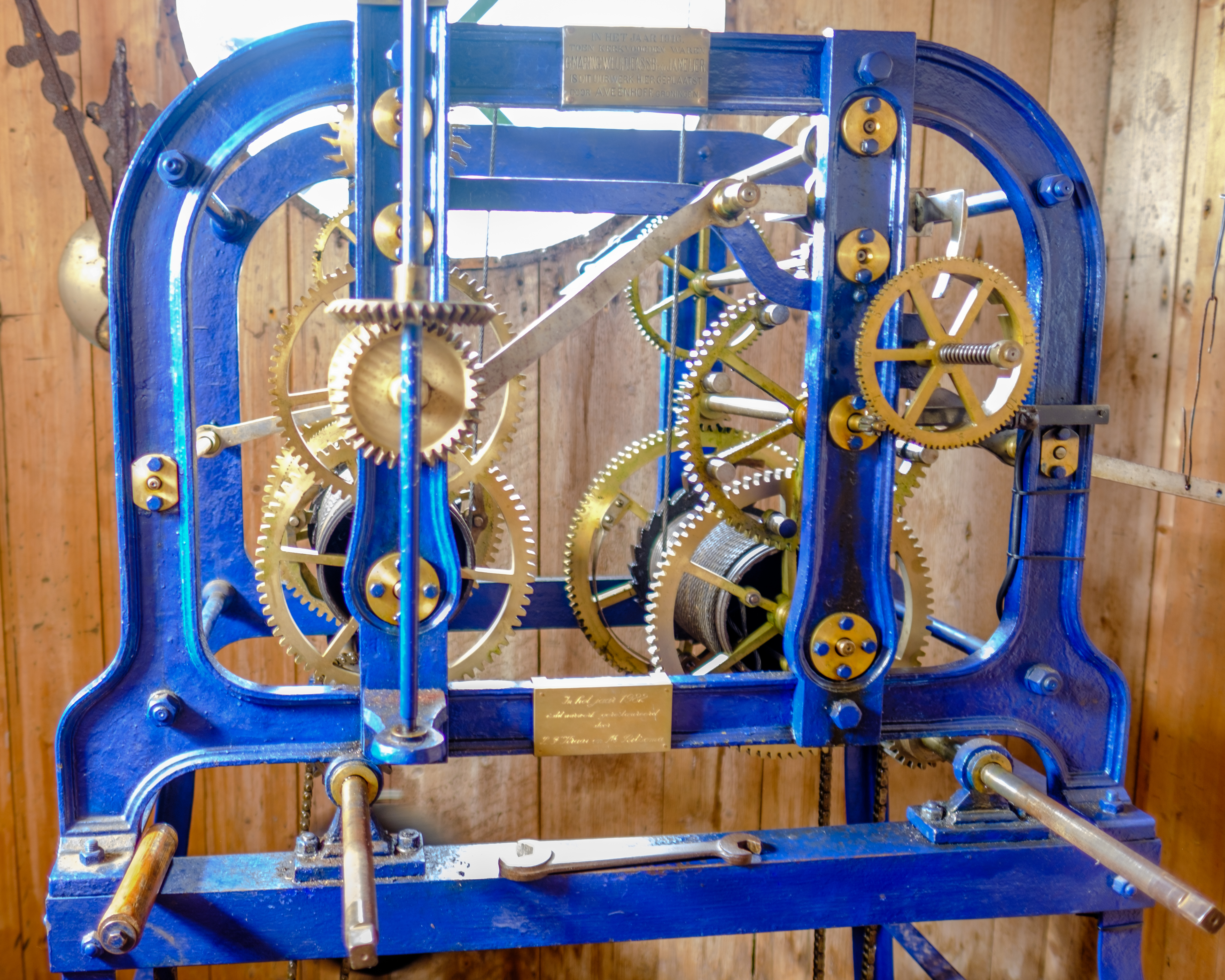
Torenuurwerk uit 1918
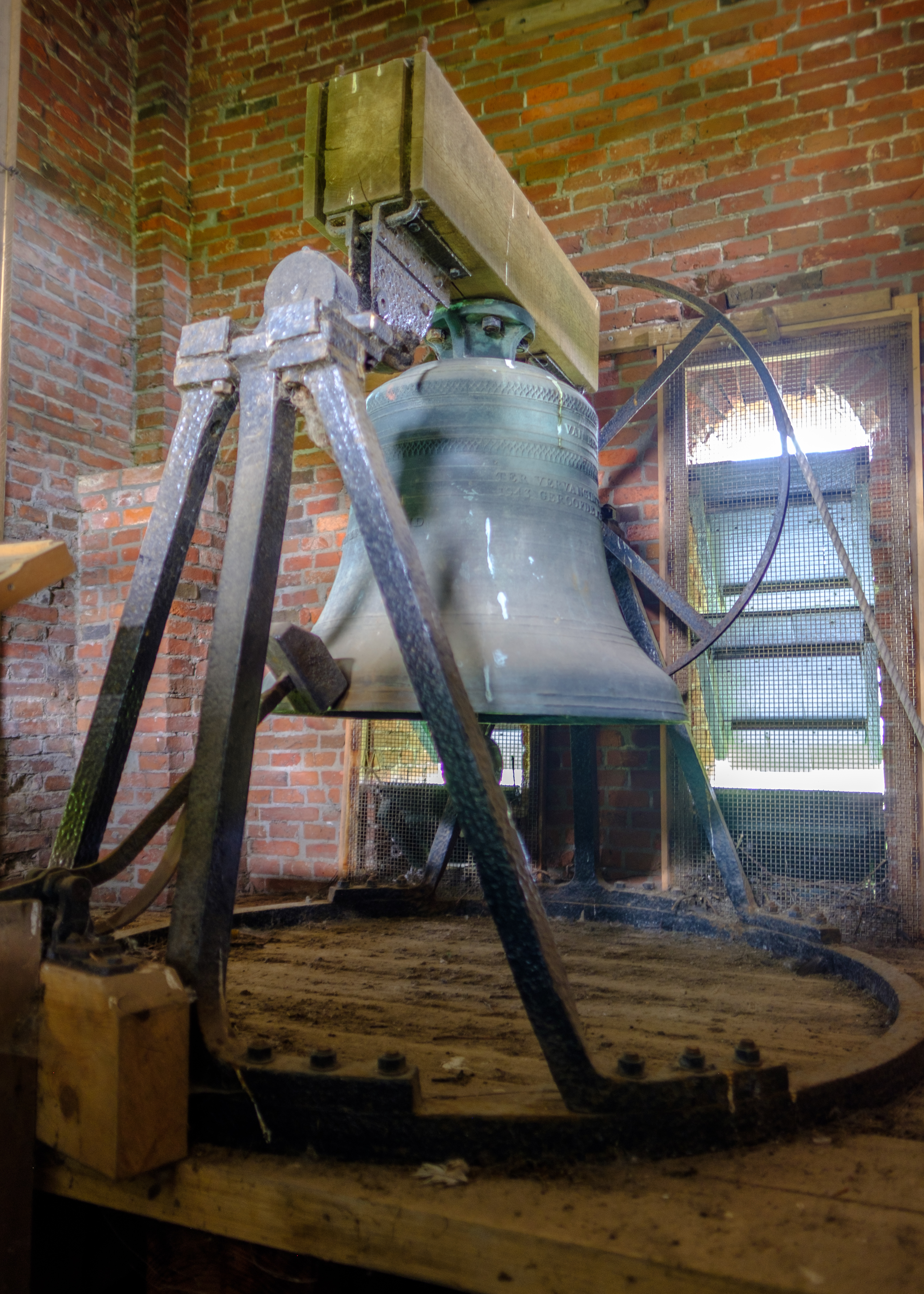
Klokkenstoel in de toren met de in 1948 geplaatste klok.